# Индийский поход (1801)

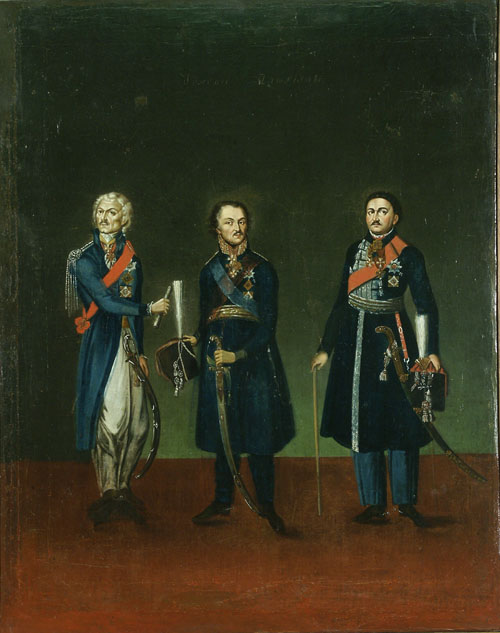
Три казачьих атамана начала XIX века

Индийский поход — секретный проект совместной операции по захвату Британской Индии, который в 1801 году готовили российский император Павел I и первый консул Франции Наполеон Бонапарт. Сам проект был предан гласности в 1840 году и некоторое время считался мистификацией, так как в переписке императоров и иных документах павловского правления, в том числе дипломатических, нет никаких следов обсуждения подобной идеи.
Незадолго до гибели Павел I отрядил войско Донское на завоевание Бухарского и Хивинского ханств. Это мероприятие историки обычно рассматривают в связке с несостоявшимся русско-французским нашествием на Индию как «проект фантастический, утопический, нереальный».

## Дипломатическая подоплёка
Россия вышла из Второй антифранцузской коалиции из-за противоречий со своими союзниками. Неудача совместного с Великобританией вторжения в Нидерланды положила начало разрыву, а оккупация англичанами Мальты разгневала Павла I, который гордился титулом Великого магистра Мальтийского ордена. Он спешно порвал дипломатические отношения с Лондоном и вошёл в альянс с Наполеоном, который ещё в 1797 году заявлял о намерении нанести удар по Британской Индии.

## План действий
В 1840 году в Париже была опубликована «Памятная записка Лейбница Людовику XIV о завоевании Египта с предисловием и замечаниями Гоффмана, с приложением проекта сухопутной экспедиции в Индию по договорённости между первым консулом и императором Павлом I в начале этого века». Русский перевод этого документа появился в 1847 году.
Секретный план экспедиции предусматривал совместные операции двух пехотных корпусов — одного французского (с артиллерийской поддержкой) и одного российского. Каждый пехотный корпус состоял из 35 000 человек, общее количество человек должно было достигнуть 70 000, не считая артиллерии и казацкой конницы. Павел настаивал, чтобы командование французским корпусом было поручено генералу Массена. Индийский поход должен был походить на Египетский поход Бонапарта: вместе с солдатами отправлялись инженеры, художники, учёные.
По плану части французской армии должны были перейти Дунай и Чёрное море, пройти через Южную Россию, останавливаясь в Таганроге, Царицыне и Астрахани. В устье Волги они должны были объединиться с российскими войсками. После этого оба корпуса пересекали Каспийское море и высаживались в персидском порту Астрабад. Всё перемещение из Франции в Астрабад по подсчётам занимало восемьдесят дней. Следующие пятьдесят дней занимал поход через Кандагар и Герат, и к сентябрю того же года планировалось достигнуть Индии.
Утверждалось, что план совместного наступления на Индию разработал Наполеон и прислал ко двору Павла вместе со своим доверенным лицом Дюроком. Между тем Дюрок посетил Петербург уже после гибели Павла. Подобное несоответствие позволило историку Д. А. Милютину расценить проект как мистификацию. На ту же мысль наводит и отсутствие в российских архивах каких бы то ни было подтверждений ведения переговоров с французами о совместных действиях в Индии. Судя по тому, что на столь грандиозное предприятие отводилось всего 120—130 дней, проект представлял собой «сырую» заготовку, которая находилась в стадии обсуждения. Также есть предположение, что автором плана являлся сам Павел I. По мнению ряда авторов, план был разработан Павлом I и отослан Бонапарту в Париж, и, не дожидаясь ответа, русский император двинул свои войска в поход.
Наиболее вероятным источником возникновения плана Индийского похода может быть проект Сен Жени-Нассау. К 1791 году стало ясно, что по итогам войны с Турцией Крым и Очаков отходят к России, отношения с Великобританией, недовольной её усилением на Чёрном море, оказались на грани военного конфликта. Тогда некий француз Рей де Сен Жени (фр. Ray de Saint Genie) обратился в Санкт-Петербурге к принцу Нассау-Зигену с проектом организации похода русских войск в Индию, богатейшую колонию Британской Империи, предполагаемый маршрут которого из центральных Российских губерний пролегал вниз по реке Волге и далее через Каспийское море в Среднюю Азию. Там следовало от Аральского моря по реке Амударье подняться до города Балх и затем через Гималаи выйти к конечной цели — Кашмиру, где от имени российской императрицы провозгласить восстановление Империи Моголов. Принц проект одобрил и представил Екатерине II, которую они вдвоём с де Сен Жени убеждали, что вторгнувшись в мусульманские области, русские войска не встретят сопротивления, если провозгласят своей целью поддержку ислама — наоборот, их всюду их будут приветствовать, как друзей и освободителей. Императрица казалась всерьёз заинтересованной, однако вскоре англо-российские отношения улучшились, в то время как ситуация в революционной Франции обострилась. Политическая подоплёка вторжения в Индию исчезла, принц Нассау отбыл ко двору короля Пруссии, к тому же князь Потёмкин до своей смерти всячески высмеивал этот проект, как совершенно фантастический. В конечном итоге поход не состоялся.

## Среднеазиатский поход
Англичане приготовляются сделать нападение флотом и войском на меня и на союзников моих — Шведов и Датчан. Я и готов их принять, но нужно их самих атаковать и там, где удар им может быть чувствительнее и где меньше ожидают. Индия лучшее для сего место. От нас ходу до Инда, от Оренбурга месяца три, да от вас туда месяц, а всего месяца четыре. Поручаю всю сию экспедицию вам и войску вашему, Василий Петрович… Всё богатство Индии будет вам, за сию экспедицию наградою.
В январе 1801 года донской Войсковый атаман Василий Орлов получил рескрипты императора от 12 и 13 января 1801 года с приказом вести конницу к границе с Индией. Чтобы достигнуть Индии, казакам предстояло пересечь просторы Средней Азии, хребты Памира и другие далёкие края. Представления о лежащих впереди территориях были весьма смутными. «Карты мои идут только до Хивы и до Амурской реки, а далее ваше уже дело достать сведения до заведений английских и до народов Индейских, им подвластных», — инструктировал император Орлова.
Подготовка к походу не велась, решение было принято императором экспромтом и изумило даже наиболее высокопоставленных сановников. До этого более тщательно организованный среднеазиатский военный поход Бековича-Черкасского (1717) закончился катастрофой.
Тем не менее, 28 февраля 1801 года Донское войско численностью в 21 651 человек двинулось в направлении Оренбурга, двигаясь четырьмя отрядами. Общее руководство походом осуществлял В. П. Орлов. Отрядами командовали генералы М. И. Платов, И. Н. Бузин, А. К. Денисов и Г. А. Боков. В поход отряды отправились по весенней распутице, в самое неудобное время года; переправочных средств при войске не было; отсутствовали запасы продовольствия и фуража. Местные власти о походе не извещались, и появление казацких полков, требовавших продовольствия и фуража, для них стало полной неожиданностью. В марте казаки достигли Волги в Саратовской губернии, три передовых отряда переправились через реку и достигли верховьев реки Большой Иргиз; руководитель похода В. П. Орлов находился у Покровской слободы. Там их застало известие об убийстве Павла I, одновременно с получением которого казакам был доставлен приказ прекратить поход и возвращаться на Дон. 31 марта войско двинулось в обратный путь.